# Kadir Özcan
Kadir Özcan (Akçaabat, 26 de junio de 1952-Trebisonda, 22 de octubre de 2013) fue un entrenador y jugador de fútbol profesional turco que jugaba en la posición de defensa.

## Biografía
Kadir Özcan debutó como futbolista profesional en 1969 a los 17 años de edad con el Akçaabat Sebatspor tras jugar en el filial del mismo club. Tras jugar durante tres temporadas en el club fue traspasado al Trabzonspor, equipo donde jugó la mayor parte de su carrera. Ganó la Superliga de Turquía en 1976 y 1977 además de la Copa de Turquía en 1977 y 1978, y la Supercopa turca de fútbol en 1976, 1977 y 1978. Al finalizar su contrato fue fichado por el Zonguldakspor, donde jugó los dos años siguientes. Finalmente en 1980 el Galatasaray SK lo fichó, equipo donde terminó su carrera como jugador al finalizar la temporada en 1981.
Tras nueve años alejado de los campos de fútbol, volvió como entrenador del Bulancakspor. Además también entrenó al Sökespor, 1930 Bafraspor, Ünyespor, Nevşehirspor, Çaykur Rizespor Kulübü, Trabzonspor, Orduspor, Gümüşhanespor, Akçaabat Sebatspor, İstanbul BB, Zonguldakspor, Kasımpaşa SK, Malatyaspor, Kartalspor, Anadolu Selçukluspor y al 1461 Trabzon, club al que entrenó hasta la fecha de su muerte.
Kadir Özcan falleció el 22 de octubre de 2013 en Trebisonda a los 61 años de edad tras sufrir un infarto.

## Selección nacional
Kadir Özcan jugó para la selección de fútbol sub-21 de Turquía, donde jugó cinco partidos y marcó un gol. Ya en 1975 fue convocado por primera vez para jugar con la selección de fútbol de Turquía, donde jugó de nuevo otros cinco partidos.

## Clubes

### Como futbolista
| Club               | País    | Año         | Partidos | Goles |
| ------------------ | ------- | ----------- | -------- | ----- |
| Akçaabat Sebatspor | Turquía | 1969 - 1972 | ¿?       | ¿?    |
| Trabzonspor        | Turquía | 1972 - 1978 | 165      | 8     |
| Zonguldakspor      | Turquía | 1978 - 1980 | 31       | 0     |
| Galatasaray SK     | Turquía | 1980 - 1981 | 1        | 0     |

### Como entrenador
| Club                   | País    | Año         |
| ---------------------- | ------- | ----------- |
| Bulancakspor           | Turquía | 1990 - 1991 |
| Sökespor               | Turquía | 1991 - 1992 |
| 1930 Bafraspor         | Turquía | 1993        |
| Ünyespor               | Turquía | 1993 - 1994 |
| Nevşehirspor           | Turquía | 1995        |
| Çaykur Rizespor Kulübü | Turquía | 1995 - 1996 |
| Trabzonspor            | Turquía | 1997 - 1998 |
| Orduspor               | Turquía | 1998        |
| Gümüşhanespor          | Turquía | 1998 - 1999 |
| Akçaabat Sebatspor     | Turquía | 2001 - 2002 |
| İstanbul BB            | Turquía | 2002 - 2003 |
| Zonguldakspor          | Turquía | 2005 - 2006 |
| Kasımpaşa SK           | Turquía | 2007 - 2008 |
| Malatyaspor            | Turquía | 2008 - 2009 |
| Kartalspor             | Turquía | 2009 - 2010 |
| Anadolu Selçukluspor   | Turquía | 2011        |
| 1461 Trabzon           | Turquía | 2013        |

## Palmarés

### Como futbolista
Trabzonspor
- Superliga de Turquía (2): 1976 y 1977
- Copa de Turquía (2): 1977 y 1978
- Supercopa turca de fútbol (3): 1976, 1977 y 1978
- Bank Asya 1. lig: 1974